# Франческо III д’Эсте
Франческо III Мария д’Эсте (итал. Francesco III Maria d'Este; 2 июля 1698 — 22 февраля 1780) — герцог Моденский, Реджио и Мирандола в 1737—1780 годах, представитель итальянской династии д’Эсте. Сын Ринальдо III д’Эсте. Фельдмаршал (1 сентября 1755).

## Биография
Участвовал в войне за австрийское наследство 1740—1748 годов на стороне Испании. После заключения мира с Австрией в 1748 году получил в управление Ломбардию до 1771 года.
С именем Франциска III связана законодательная реформа 1771 года. Франческо также управлял Миланским герцогством в период с 1754 по 1771 годы.

## Семья
В 1720 году женился на Шарлотте Аглае Орлеанской (1700—1761), дочери Филиппа, герцога Орлеанского. Огромное приданое невесты, обеспеченное наполовину королём Франции, составляло 1,8 миллионов ливров.
Дети:
- Альфонс (1723—1725),
- Франсуа Константин (1724—1725),
- Мария Тереза (1726—1754),
- Эркюль Рено (1727—1803),
- Матильда (1729—1803),
- Беатриса (1731—1736),
- Мария Фортуната (1734—1803),
- Бенуа Филипп (1736—1751),
- Мария Елизавета (1741—1774).